# IC 1143
IC 1143 ist eine elliptische Galaxie vom Hubble-Typ E im Sternbild Kleiner Bär, die schätzungsweise 297 Millionen Lichtjahre von der Milchstraße entfernt ist.
Das Objekt wurde am 18. Juni 1888 von Lewis Swift entdeckt.